# História da Polónia (966–1385)
O período do regime da dinastia Piasta entre os séculos X e XIV é a primeira grande etapa da história da nação polaca. A dinastia foi fundada por uma série de duques listados pelo cronista Galo Anónimo no início do século XII: (Siemowit, Lestko e Ziemomysl. Miecislau I, filho de Ziemomysl, é actualmente considerado o verdadeiro fundador do estado polaco em cerca de 960 d.C.. A casa governante manteve-se no poder em território polaco até 1370. Miecislau converteu-se ao Cristianismo do Rito Latino Ocidental, num evento conhecido como o Baptismo da Polónia em 966, que estabeleceu uma importante fronteira cultural na Europa com base na religião. Ele também levou a cabo uma unificação das terras das tribos eslavas ocidentais, que foi fundamental para a existência do novo país, a Polónia.
Após o surgimento do estado polaco, uma série de governantes converteu a população ao Cristianismo, criou um reino da Polónia em 1025 e integrou a Polónia na cultura da Europa. O filho de Miecislau, Boleslau I, o Corajoso, estabeleceu a Arquidiocese de Gniezno, de natureza católica romana, expandiu o território e foi oficialmente coroado em 1025 como o primeiro rei da Polónia. A primeira monarquia Piasta caiu com a morte de Miecislau II Lambert em 1034, seguida pela sua restauração por Casimiro I em 1042. No processo, a dignidade real para com os governantes polacos acabou, e o estado foi revertido para o estatuto de ducado. O filho do duque Casimiro, Boleslau II o Audaz, fez renascer a assertividade militar de Boleslau I, mas ficou fatalmente envolvido num conflito com o Bispo Estanislau de Szczepanów e foi expulso do país.
Boleslau III, o último duque do período inicial, conseguiu defender o seu país e recuperar os territórios anteriormente perdidos. Após a sua morte, em 1138, a Polónia foi dividida entre os seus filhos. A resultante divisão interna fragmentou a estrutura monárquica Piasta nos séculos XII e XIII, e originou as mudanças fundamentais e permanentes.
Conrado I de Mazóvia convidou os Cavaleiros Teutónicos a ajudá-lo a lutar contra os pagãos prussianos do Báltico, o que originou séculos de guerras entre a Polónia e os cavaleiros e o estado alemão prussiano.
Em 1320, o reino foi restaurada sob o governo de Ladislau I, sendo, em seguida, fortalecido e ampliado pelo seu filho Casimiro III, o Grande. As províncias ocidentais da Silésia e da Pomerânia ficaram perdidas com a fragmentação, e a Polónia iniciou a sua expansão para o leste. O período terminou com o reinado de dois membros da Casa de Anjou entre 1370 e 1384. A consolidação no século XIV estabeleceu a base para o novo e poderoso Reino da Polónia que se seguiria.